# (52602) 1997 TY5
1997 تي واي 5 (ويعرف أيضًا باسم (52602) 1997 تي واي 5 وفق تسمية الكوكب الصغير) (بالإنجليزية: 1997 TY5)‏ هو كويكب ضمن حزام الكويكبات؛ وترتيبه 52602 من حيث الاكتشاف.
اكتُشف هذا الجُرم الفلكي بواسطة OCA–DLR Asteroid Survey ‏ في 2 أكتوبر 1997.

## وصلات خارجية
- (52602) 1997 TY5 في قاعدة بيانات مختبر الدفع النفاث لأجرام النظام الشمسي الصغيرة

- الاكتشاف · مخطط المدار ·  العناصر المدارية · المعلمات المادية

- (52602) 1997 TY5 على موقع ويكي سكاي: DSS2, SDSS, GALEX, IRAS, Hydrogen α, X-Ray, Astrophoto, Sky Map, Articles and images